# Siège de Tripoli (1271)
Croisade
Batailles
- Krak des Chevaliers
- Tripoli (2e)
- Tripoli (3e)
- Saint-Jean-d'Acre
- Ruad

Le siège de Tripoli en 1271 a été initié par les mamelouks de Baybars contre la principauté d'Antioche et le comte de Tripoli, Bohémond VI d'Antioche. Il a suivi la chute d'Antioche en 1268, et était une tentative par les Mamelouks pour détruire complètement les États croisés d'Antioche et de Tripoli.

## Contexte
Au milieu du 13e siècle, les croisés ne cessait de perdre du territoire, et étaient pris entre les troupes des mamelouks égyptiens qui avançaient du sud, et de Empire mongol qui progressaient de l'est, avec une aide insuffisante en provenance de l'Europe. Vers 1260, Bohémond VI, sous l'influence de son père-frère, le roi d'Arménie Héthoum Ier, avait transmis Antioche et Tripoli à l'Empire mongol, ce qui les rend vassaux, fournissant des contingents aux forces mongoles, dans leurs luttes contre les musulmans. Les Mongols ont réalisé des victoires spectaculaires en Perse et en Syrie, détruisant efficacement les califats abbasside et ayyoubide, et provoquant un déplacement, au Caire, du pouvoir islamique aux Mamelouks égyptiens.
Cependant, avant que les Mongols puissent poursuivre leur avance vers le sud à travers la Palestine jusqu'en Égypte, une crise de succession entraîne le retrait de la majorité de leurs troupes sur Karakorum, les princes mongols sont appelés à se prononcer sur un nouveau « Grand Khan ». Une force plus petite a été laissé pour occuper la Syrie et participer à des raids à travers la Palestine. Mais les croisés et les Mamelouks se sont engagés dans une trêve, ce qui a permis aux Mamelouks d'avancer vers le nord, à travers le territoire croisé, et engager la force mongole affaibli par la  bataille d'Aïn Djalout en 1260. Lorsque la majeure partie des forces mongoles est revenu en 1262, ils n'ont jamais pu se venger de cette défaite.
Pendant ce temps, les Mamelouks ont commencé à récupérer le reste de la Terre sainte aux mains des croisés. Jérusalem avait été prise en 1244 par les Khwarezm, et les Mamelouks, sur leur chemin vers le nord, ont pris forteresse après forteresse. En 1268, les Mamelouks assiègent et capturent Antioche, laissant Bohémond avec seulement Tripoli.

## Siège de Tripoli
Baybars tourne ses vues sur Tripoli, et a envoyé une lettre à Bohémond le menaçant de l'anéantissement total en se moquant de son alliance avec le mongol Abaqa. Bohémond demande une trêve, afin de ne pas perdre Tripoli. Baybars se moquait de lui pour son manque de courage, et va jusqu'à lui demander de payer toutes les dépenses de la campagne mamelouke. Bohémond avait assez de fierté pour refuser l'offre.
À cette époque, les Mamelouks avaient capturé chaque forteresse des Francs, mais ils avaient entendu parler de l'arrivée de la neuvième croisade, dirigée par le prince qui sera Édouard Ier. Édouard avait débarqué à Saint-Jean-d'Acre le 9 mai 1271, où il est bientôt rejoint par Bohémond et son cousin le roi de Chypre et de Jérusalem, Hugues III de Chypre.
Baybars a donc accepté l'offre de Bohémond d'une trêve en mai, abandonnant le siège de Tripoli pour concentrer ses forces pour la défense de Damas, en prévision des batailles futures. Édouard fait une tentative de coordonner ses actions avec les Mongols, mais n'a pas réussi car les Mongols étaient occupés par des conflits internes. Les propres forces d’Édouard sont trop faibles et peu efficaces. Il a donc choisi de négocier sa propre trêve avec Baybars, avant de retourner en Angleterre.

## Suites
La prochaine grande offensive contre Tripoli se situe en 1289 et est le résultat du sultan mamelouk Qalawun. Il va orchestrer avec succès la chute de Tripoli et la destruction des États croisés de Terre sainte. Il fait ensuite des plans pour capturer la dernière grande forteresse croisé, Saint-Jean-d'Acre, mais il meurt en 1290. La chute de Saint-Jean-d'Acre sera réalisée en 1291 par le fils de Qalawun, Al-Ashraf Khalil.

## Sources
- René Grousset, Histoire des croisades et du royaume franc de Jérusalem - III. 1188-1291 L'anarchie franque, Paris, Perrin, 1936 (réimpr. 2006), 902 p.
- Reuven Amitai-Preiss, Mongols and Mamluks: The Mamluk-Ilkhanid War, 1260-1281, 1995, Cambridge University Press